# Андреас Щайнхьофел
Андреас Щайнхьофел (на немски: Andreas Steinhöfel) е германски писател и преводач, автор на романи, разкази и книги за деца и сценарист.

## Биография и творчество
Андреас Щайнхьофел е роден през 1962 г. в стария хесенски град Батенберг на река Едер, но израства с двамата си братя в градчето Биденкопф, където полага матура в местната гимназия.
Отначало изучава биология и английски език, преподавайки, но след продължителна учебна практиа записва магистратера по англицистика, американистика и медии в Марбургския университет. Когато завършва следването си, през 1991 г. излиза първата му детска книга „Дирк и аз“ (Dirk und ich).
След като живее 20 години в Берлин, Щайнхьофел се мести обратно в Биденкопф, където продължава да пише.
През 2013 г. получава наградата за поетика „Алис Саломон“ и започва да преподава в професионалното висше училище „Алис Саломон“ в Берлин.
Като „поет-резидент“ през зимния семестър 2014/2015 г. изнася поредица лекции в университета на Билефелд.
От ноември 2016 г. Щайнхьофел е член на Немската академия за език и литература в Дармщат.
Щайнхьофел е гей, и има връзка с музиканта Джани Витиело до смъртта на Витиело през 2009 г.

## Награди и отличия
- dreifache Nominierung für den deutschen Jugendliteraturpreis 1999, 2002, 2009
- zweifacher Erich-Kästner-Stipendiat der Stiftung Preußische Seehandlung, Berlin
- IBBY Honor List (als Autor und Übersetzer) 1999, 2002, 2009
- Buxtehuder Bulle 1999 (für Die Mitte der Welt)
- Hans-im-Glück-Preis der Stadt Limburg 2000 (für David Tage, Mona Nächte)
- Preis der Jury der Jungen Leser (Wien) 2000 (für Die Mitte der Welt)
- Bronzener Lufti 2003 für Der mechanische Prinz
- Deutscher Jugendliteraturpreis 2005 (für Die Kurzhosengang)
- „Награда Корине“ 2008 (за Рико, Оскар и подвижните сенки)
- Hessischer Rundfunk-Kinder- und Jugendhörbuch des Jahres 2008 (für Rico, Oskar und die Tieferschatten)
- „Награда Ерих Кестнер“ 2009 (за цялостно тноврчество)
- Katholischer Kinder- und Jugendbuchpreis 2009 (für Rico, Oskar und die Tieferschatten)
- Auszeichnung 'Lesekünstler 2009' durch den Sortimenterausschuss des Börsenvereins Deutscher Buchhandel
- „Немска награда за детско-юношеска литература“ 2009 (für Rico, Oskar und die Tieferschatten)
- „Немска награда за детско-юношеска литература“ 2013 (специална награда за цялостно творчество)
- Alice Salomon Poetik Preis 2013
- Kinder- und Jugendbuchpreis Silberne Feder des Ärztinnenbundes 2015 für sein Kinderbuch Anders
- James Krüss Preis für internationale Kinder- und Jugendliteratur 2017
- zahlreiche weitere (kleinere) Preise und Bestenlisten